# Fred Bongusto
Fred Bongusto, nom de scène d'Alfredo Antonio Carlo Buongusto, né le 1er avril 1935 à Campobasso et mort à Rome le 8 novembre 2019, est un chanteur italien de musique légère.
Chanteur classique et familial dont le style rappelle celui du crooner américain Frank Sinatra, il a une grande popularité dans les années 1960 et 1970.

## Biographie
Né à Campobasso en 1935, Fred Bongusto commence à chanter, encore étudiant, avec le groupe I 4 Loris (composé de Renato Silvestri, Loris Boresti, Luciano Bigoni et Nini Mezzet). Le groupe décroche un contrat en 1961 avec le label Primary (it) et obtient un grand succès avec Una rotonda sul mare.
À cette époque, il participe à deux musicarelli, Obiettivo ragazze et Questi pazzi, pazzi italiani, et écrit les bandes son de plusieurs autres.
Fred Bongusto passe beaucoup de temps à Ischia, une île qui lui a inspiré plusieurs chansons. Ses dernières apparitions publiques datent du 22 avril 2013, à l'occasion du concert donné en la mémoire de Franco Califano et d'une soirée où il a chanté, en duo avec Iva Zanicchi, la chanson Amore fermati.
Durant les années 1990, il est aussi conseiller communal (it) de Bari, élu sous les couleurs du Parti socialiste italien,

### Famille et amis
Fred Bongusto est marié depuis 1967 avec l'ancienne actrice Gabriella Palazzoli qui a joué notamment avec Erminio Macario et Alberto Sordi. Il a des liens d'amitié avec Vinícius de Moraes et Toquinho, ce dernier molisain comme lui.

### Curiosités
- Encore jeune, Fred Bongusto s'est beaucoup entraîné au football. Son sport préféré est le tennis.
- En 1973, il a interprété Superstition, la chanson de Stevie Wonder, sous le nom de plume de Fred Goodtaste, traduction anglaise de son nom de plume italien (Bongusto), en français bon goût
- Sa chanson 'E fantasme (Le Fantasme, sur le disque Le donne più belle, 1989) est devenue connue grâce au groupe populaire Il Giardino dei Semplici (it), connu pour leur voix de fausset (ou de tête).

## Discographie

### Albums
- 1963 : Fred Bongusto (Primary (it))
- 1964 : Le canzoni di Fred Bongusto (Primary (it))
- 1971 : Un'occasione per dirti che ti amo (Ri-Fi)
- 1972 : Eccezionale Fred (Ri-Fi)
- 1972 : Alfredo Antonio Carlo Bongusto (Ri-Fi)
- 1972 : Alla mia maniera n° 2 (Ri-Fi)
- 1974 : Malizia... un po'... (Ri-Fi)
- 1974 : Doppio whisky (Ri-Fi)
- 1974 : Italian graffiti (Ri-Fi)
- 1975 : Napoli alla mia maniera (Ri-Fi)
- 1976 : Flash back (Warner Bros. Records)
- 1976 : La mia estate con te (Warner Bros. Records)
- 1977 : Il giorno e la notte (Warner Bros. Records)
- 1978 : Professionista di notte (Warner Bros. Records)
- 1979 : Lunedì (Warner Bros. Records)
- 1979 : Fred Brasil (Warner Bros. Records)
- 1980 : La cicala : Colonna sonora originale (Warner Bros. Records)
- 1980 : Fred & Bongusto (Warner Bros. Records)
- 1980 : Il meglio di Fred Bongusto (RCA Lineatre)
- 1981 : Personale di Fred Bongusto (RCA Lineatre)
- 1981 : Fortunatamente ancora l'amore (Dischi Ricordi)
- 1982 : I grandi successi di Fred Bongusto (RCA Lineatre)
- 1982 : Freddissimo (Dischi Ricordi)
- 1983 : Belle bugie (Dischi Ricordi)
- 1984 : Appuntamento con la luna (Dischi Ricordi)
- 1985 : 25 (Dischi Ricordi)
- 1987 : Cioccolata (Dischi Ricordi)
- 1988 : Paradiso perduto (Fonit Cetra)
- 1989 : Le donne più belle (Fonit Cetra)
- 1991 : Una canzone per ballare (Five Record)

### 45 tours
- 1961 - Madison Italiano/Notte d'amore (Primary (it) ; avec I 4 Loris)
- 1962 - Bella bellissima/Doce doce (Primary (it))
- 1962 - Chist'è ammore/My love is dead (Primary (it))
- 1962 - Caterina/Frida (Primary (it))
- 1962 - Con maracas chica/Lucky Twist (Primary)
- 1962 - Madeleine Auf Wiedersehen/Buonanotte angelo mio (Primary)
- 1963 - Amore fermati.../E... dopo (Primary)
- 1963 - Malaga/Tu no capire (Primary)
- 1963 - Chi ci sarà dopo di te/Vierno (Primary)
- 1964 - Mare non cantare/Va bbuono (Primary)
- 1964 - Carolaina/Mare non cantare (Primary)
- 1964 - Una rotonda sul mare/Chi ci sarà dopo di te (Primary)
- 1964 - Napoli c'est fini/Tu nun 'e chianghere (Primary)
- 1964 - O cielo ce manna sti 'ccose/Tutti mi dicono (Primary (it))
- 1965 - Aspetta domani/Non ti ho dato mai le rose (Fonit Cetra)
- 1965 - Il mare quest'estate/Se t'innamorerai (Fonit Cetra)
- 1965 - Se tu non fossi bella come sei/Annabella (Fonit Cetra)
- 1965 - A man... a story/Se tu non fossi bella come sei (Fonit Cetra)
- 1965 - Adios gringo/Il ragazzo dai capelli bianchi (Fonit Cetra)
- 1966 - Quella cosa che.../Stupendamente giovane (Fonit Cetra)
- 1966 - Prima c'eri tu/Tu non sbagli mai (Fonit Cetra)
- 1966 - Io non so chi sei/Se t'innamorerai (Fonit Cetra)
- 1967 - Gi/Cielo azzurro (Fonit Cetra)
- 1967 - ...e mi consuma l'estate/Spaghetti, insalatina e una tazzina di caffè a Detroit (RCA Records)
- 1967 - Se l'amore potesse ritornare/Ore d'amore (RCA Records)
- 1968 - May be one, may be none/A te (RCA Records)
- 1969 - Una striscia di mare/Ciao nemica (Clan Celentano)
- 1970 - Tra cinque minuti/Angelo straniero (Clan Celentano)
- 1970 - Il nostro amore segreto/Sul blu (Ri-Fi)
- Janvier 1971 - Quando mi dici così/Viviane (Ri-Fi)
- 1971 - Rosa/Moon (Ri-Fi)
- 1971 - Gratta, gratta... amico mio/Sei tu sei tu (Ri-Fi)
- 1971 - Questo nostro grande amore/O primmo treno (Ri-Fi)
- 1972 - Invece no/Non e' un capriccio d'agosto (Ri-Fi)
- 1972 - 4 colpi per Petrosino/La canzone di Frank Sinatra (Ri-Fi)
- 1972 - La mia vita non ha domani/L'importanza di un disco (Ri-Fi)
- 1973 - Tre settimane da raccontare/L'amore (Ri-Fi)
- 1973 - White Christmas/Natale dura un giorno (Ri-Fi; avec Iva Zanicchi)
- 1974 - Perdonami amore/L'amore (Ri-Fi)
- 1975 - Michela/Che bella idea (Ri-Fi)
- 1975 - Come closer to me/Se cerchi un po' (Warner Bros. Records, T 16652)
- 1976 - La mia estate con te/Lui (Warner Bros. Records)
- 1977 - Pietra su pietra/Balliamo (Warner Bros. Records)
- 1978 - La foto/Una rotonda sul mare (Warner Bros. Records)
- 1978 - Carissimo maestro di Padova/Bruttissima bellissima
- 1979 - Lunedì/3 ore d'amore (Warner Bros. Records)
- 1979 - Se il mondo avesse qualcosa di te/Nao chores mais (Warner Bros. Records)
- 1980 - Dicembre/La cicala (Warner Bros. Records)
- 1980 - Facciamo pace/La cicala (Warner Bros. Records)
- 1981 - Dica 33/Poco (Dischi Ricordi)
- 1982 - Comm'aggia fa/Stretti (Dischi Ricordi)
- 1983 - Attento disc-jockey/Mon amour (Dischi Ricordi)
- 1984 - Vivi la tua musica/Quello che ti porta a Rio (Dischi Ricordi)
- 1986 - Cantare/Frida (Dischi Ricordi)

### CD
- 1992 - Io (NAR International (it)-Dischi Ricordi)
- 1993 - Una rotonda sul mare (Joker)
- 1994 - Facciamo finta di volerci bene... (Fonit Cetra)
- 1995 - Fred (Nemo, NR4212-2)
- 1996 - Due ragazzi così (Polygram, live; avec Peppino di Capri)
- 2007 - Gli amanti

## Filmographie

### Comme acteur
- 1960 : L'Homme aux cent visages (Il mattatore) de Dino Risi
- 1963 : Objectif jupons (Obiettivo ragazze) de Mario Mattoli : lui-même
- 1964 : Za-bum (it) de Mario Mattoli
- 1965 : Questi pazzi, pazzi italiani de Tullio Piacentini (it)
- 1969 : La filibusta (it) de Beppe Recchia (it)
- 1974 : Péché véniel (Peccato veniale) de Salvatore Samperi

### Bande son
- 1967 : L'Homme à la Ferrari (Il tigre) de Dino Risi
- 1968 : Adios Caballero (Uno dopo l'altro) de Nick Nostro
- 1969 : Exécutions (Un détective) de Romolo Guerrieri
- 1970 : La pelle degli altri, documentaire de Marino Marzano
- 1970 : Il divorzio de Romolo Guerrieri
- 1970 : Contestation générale (Contestazione generale) de Luigi Zampa
- 1970 : Venez donc prendre le café chez nous (Venga a prendere il caffè da noi) d'Alberto Lattuada
- 1971 : La Grosse Combine (Il furto è l'anima del commercio...?!) de Bruno Corbucci
- 1972 : L'Ordre et la Violence (L'amico del padrino) de Frank Agrama
- 1972 : Obsédé malgré lui (Nonostante le apparenze... e purché la nazione non lo sappia... All'onorevole piacciono le donne) de Lucio Fulci
- 1972 : Les ordres sont les ordres (Gli ordini sono ordini) de Franco Giraldi
- 1972 : Une bonne planque (Bianco rosso e...) d'Alberto Lattuada
- 1973 : Malizia de Salvatore Samperi
- 1974 : Péché véniel (Peccato veniale) de Salvatore Samperi
- 1974 : La bambina (Le farò da padre) d'Alberto Lattuada
- 1975 : Sensualidad de Germán Lorente
- 1975 : En 2000, il conviendra de bien faire l'amour (Conviene far bene l'amore) de Pasquale Festa Campanile
- 1976 : Portrait de province en rouge (Al piacere di rivederla) de Marco Leto
- 1976 : Oh, Serafina ! (Oh, Serafina!) d'Alberto Lattuada
- 1980 : Plus il est con, plus il s'en donne l'air (Fantozzi contro tutti) de Neri Parenti et Paolo Villaggio
- 1980 : La Cigale (La cicala) d'Alberto Lattuada
- 1981 : Fracchia la belva umana de Neri Parenti
- 1982 : Les Derniers Monstres (Sesso e volentieri) de Dino Risi
- 1985 : Les Plaisirs interdits (Fotografando Patrizia) de Salvatore Samperi
- 1986 : Superfantozzi de Neri Parenti
- 1987 : Kamikazen - Ultima notte a Milano (it) de Gabriele Salvatores
- 1991 : Malicia 2000 (Malizia 2000) de Salvatore Samperi

## Décorations
- 1966 : Un disco per l'estate, avec la chanson Lunedì e Prima c'eri tu
- :  3e classe / Commandeur de l'ordre du mérite de la République italienne sur proposition du Président de la République le 26 mai 2005[4], à l'occasion de ses cinquante ans de carrière.